# Lex curiata de imperio
La lex curiata de imperio (legge curiata sull'esercizio della magistratura) è la legge che ratificava l'autorità legale dei magistrati. Era originariamente sancita dai comizi curiati, la stessa assemblea elettiva che sanciva le leges curiatae sull'adozione.

## Descrizione
Nell'età tardo-repubblicana si pensava che nel periodo regio tale lex fosse stata necessaria come riconoscimento dell'autorità regale da parte del popolo romano, da Romolo in poi. La lex curiata era infatti attribuita a Numa Pompilio, come gran parte delle cerimonie e leggi romane. Questa ricostruzione sembra essere stata effettuata quando ormai non era più chiaro quale fosse il significato semantico del conferimento dell'imperium. A quanto pare però la lex curiata non fu promulgata per gli ultimi due re, che potrebbero essere stati riconosciuti semplicemente con un'acclamazione.
La legge veniva promulgata attraverso la convocazione e votazione dei comitia curiata, un'assemblea basata sulle curie, che nell'età tardo-repubblicana esisteva più di nome che di fatto. Le curiae erano una suddivisione di trenta unità politiche attuata da Romolo e prendevano il nome dalle donne sabine di Cures. Le curiae vennero rimpiazzate dai littori nel 218 a.C.ca., e il popolo non si riuniva più, poiché ogni curia era rappresentata da un littore, e la conferma era praticamente automatica, a meno che un tribuno non intercedesse. Ma anche in quel caso un magistrato avrebbe potuto, in un modo o nell'altro, svolgere le funzioni della carica. Nelle ultime fasi della repubblica, in certi casi un magistrato poteva rivendicare l'imperium anche senza questa ratifica, oppure un legislatore poteva proporre un disegno di legge che rendeva, di fatto, questa procedura inutile. Invece i censori venivano eletti e ratificati dai comizi centuriati. Non è dunque chiaro quale fosse lo scopo di questa lex curiata. Resta perciò da tenere sempre in considerazione che l'origine, la natura e l'importanza sono state largamente ed inconclusivamente dibattute.
Quindi nell'età repubblicana questa legge aveva probabilmente lo scopo perlopiù formale di ratificare la magistratura. Però la mancanza di questo tipo di ratifica poteva causare non pochi problemi per la validità delle azioni di un magistrato, che non poteva, per esempio, prendere il controllo di una provincia dopo il suo mandato; per questa ragione l'intercessione di una lex curiata poteva talvolta rivelarsi una manovra politica, come nel caso dei consoli del 54 a.C., i quali arrivarono ad ordire un complotto per ottenere una provincia da governare, dal momento che non erano stati in grado di far passare una lex curiata. Una delle lettere di Cicerone al riguardo lascia intendere che tale procedimento, solitamente formalmente approvato dai comitia curiata, poteva addirittura essere svolto dalle altre assemblee.
Invece nell'età imperiale un esempio fondamentale ne è la "lex de imperio Vespasiani" del 69 d.C., riscoperta e diffusa nel 1347. Essa volle legittimare la titolarità in capo all'imperatore Vespasiano di tutti i poteri pubblici, così da ufficializzare il consenso, da parte del popolo romano, ad essere governato da lui.

## Interpretazione
La dottrina romanistica si è divisa al riguardo della lettura di questo istituto così antico. Il De Francisci ha ritenuto fosse una dichiarazione solenne fatta al popolo da parte del titolare dell'imperium, seguita da un'acclamazione del popolo. Ma Francesco De Martino ha criticato quest'impostazione, sostenendo che non è possibile definire lex la dichiarazione di un magistrato, benché dotato di imperium: perciò per lui la lex curiata de imperio sarebbe la testimonianza della sovrapposizione di un potere centrale a quello federato delle gentes (nell'ambito della teoria della fondazione di Roma come unione di gruppi minori autonomi). Per Feliciano Serrao, che in questo caso segue il De Martino, la lex curiata de imperio sarebbe il primo intervento del popolo nell'ordinamento giuridico romano, e perciò sarebbe legge in senso formale anche se non sostanziale - in quanto non esprime norme generali e astratte vincolanti per tutta la collettività-.

## Apocrifi
Fonti specifiche sul concetto di "lex regia de imperio" sono alcuni testi falsificati dei tempi di Enrico IV, e l'altrettanto falsificatorio e filoimperiale libello de lite detto Hadrianum (o Decretum Hadriani), che contiene la narrazione del soggiorno fatto da Carlo Magno a Roma presso papa Adriano I nel 774.